# 은지원
은지원(殷志源, 1978년 6월 8일 ~ )은 대한민국의 래퍼이자 작사가, 작곡가, 프로듀서이며, 젝스키스의 리더, 메인래퍼, 리드보컬이다.

## 학력
- 서울여의도국민학교 (졸업)
- 윤중중학교 (졸업)
- 한국켄트외국인학교 고등부 (졸업)

## 생애

### 젝스키스에서 솔로까지
은지원은 1978년에 태어나서 한국켄트외국인학교를 졸업하였지만 외국인학교 졸업은 고졸로 인정되지 않았기 때문에 은지원의 학력은 중졸로, 이로 인해 4급 공익판정을 받았다. 2000년 이후 장기소집대기로 인한 소집해제로 군면제를 받았다고 직접 언급한 바 있다. 원래 영화배우가 되길 꿈꿨던 그는, 하와이에서 영어 이름 "매튜 은 (Matthew Eun)"으로 유학 중 미디어라인의 대표의 눈에 띄어 가수로 데뷔하기 위한 트레이닝을 받기 위해 한국으로 귀국했다. 1997년 6인조 댄스 그룹 젝스키스의 리더로 데뷔하였다.
젝스키스는 1990년대 말 H.O.T.와 라이벌 구도를 그리며 다섯 장(1, 2, 3, 3.5, 4집)의 정규 앨범을 발표, '폼생폼사', '기사도', '로드파이터', '커플' 등 수많은 곡을 히트시켰다. 1998년에는 멤버 6명이 영화 《세븐틴》의 주연을 맡았으며, 1999년에는 MBC 라디오 《젝키의 FM플러스》를 진행하며 아이돌 최초 멤버 전원이 라디오 DJ 활동을 하였다. 이러한 인기를 뒤로 하고 젝스키스는 4집 활동을 끝으로 2000년 5월 18일 기자회견을 통해 해체 선언을 하였다. 해체 후 은지원은 솔로 앨범 G를 2000년 10월 발표하였다. 이 앨범은 비정규앨범으로 방송활동을 한 번도 하지 않았음에도 팬들의 지지를 받아 25만 장을 판매하는 기록을 남겼다. 은지원은 2001년 3월 첫 정규앨범 G Pop을 발표하여 정식으로 솔로 활동을 시작하였으며, 여기에서 자신의 음악 스타일을 "G Pop"이라고 규정하였다. 당시 타이틀곡 Murmur는 많은 사랑을 받아 방송사 음악 차트에서 10위권 내를 유지하였다.

### 힙합으로 탈바꿈하다
그의 첫 앨범은 힙합, R&B, 트립합, 댄스 음악 등 다양한 장르가 혼재되어있는 앨범이었으나, 그의 보컬이 강조된 스타일이었다. 반면, 2002년 2월 발매된 그의 2집은, 비록 여전히 G Pop이라는 이름을 사용하기는 하였으나, 랩의 비중이 좀 더 늘면서 더욱 힙합에 가까운 모습을 보였다. 이때 타이틀곡은 Now로 Heavy D의 Now That We Found Love를 번안한 곡이었으며 어느 정도 인기 몰이를 했으나 뮤직비디오가 일본색이 강하다는 이유로 방송에 차질을 빚기도 했다. 이어 그는 Eun Ji Won Go Go를 후속곡으로 하여 2집 활동을 마무리하였고, 이즈음 HipHop Kharisma라는 힙합 컴필레이션 앨범에 모습을 보이기도 하였다.
2003년, 베스트 앨범으로 자신의 이때까지의 활동을 정리한 그는, 2집에서 맺어진 드렁큰 타이거와의 인연을 통해 Movement 크루에 입단, 힙합 팬들을 놀라게 하였다. 이어 나온 그의 세 번째 앨범은 다이나믹 듀오, 윤미래, 타이거 JK 등 Movement 멤버들이 여러 면으로 도와준 앨범으로, 그가 낸 첫 "G Pop이 아닌 힙합" 앨범이 되었다. 그는 3집 활동 중의 인터뷰에서, 댄스에서 힙합으로 방향을 돌린 것이 자신의 오랜 꿈이었으며, 격렬한 댄스가 부담스러웠다고 밝혔다. 또, 이 앨범을 위해 5개월 간 드렁큰 타이거에게 가서 랩 수업을 받았다고 고백하였다. 3집은 대중적으로 괜찮은 평을 받았으나, 힙합 리스너들에게는 쓴소리를 면치 못했는데, 그 중 가장 큰 이유는 대부분의 곡을 남이 작사해주었다는 것이었다. 이 앨범은 2003년 코리안 뮤직 어워드와 SBS 가요대전에서 힙합부문 상을 수상하였다. 한편, MBC 라디오에서 처음으로 자신의 이름을 내건 프로그램 《친한친구》를 진행하는 한편, 고속철도 홍보대사로 임명받기도 하였다. 이즈음 그는 신촌에 포장마차를 오픈하였다.
2004년 4월, 음주운전이 적발되어 100일간 운전면허 정지 형을 받았다. 또 《세븐틴》 이후로 처음 출연한 영화였던 《여고생 시집가기》는 좋은 흥행성적을 거두지 못했다. 다음해 초 그는 4집을 내면서 음반 활동을 재개하였고, 이 앨범에선 3집 때 처음 인연을 맺은 Typhoon이 앨범에 Sluse, 〈Love론〉 랩 피처링 및 작사로 도움을 주었으며, 이는 둘의 우정의 시초가 되었다. 또 바비 킴, 드렁큰 타이거, 에픽 하이 등 Movement 크루의 멤버들의 앨범 외에도 J, 미나 등 여러 가요 앨범에 피처링하였다. 이로써 은지원은 힙합 뮤지션으로써 조금씩 자리를 잡아갔다. 4집 활동은 8월 경 〈Love론〉 뮤직비디오 촬영과 함께 마무리되었다.

### 예능 진출
2006년 이후 은지원은 다섯 번째 정규 앨범 작업에 매진하였으며, 이에 따라 대외적으로 드러나는 활동은 거의 없었다. 그가 방송으로 돌아온 것은 2007년 《여걸 식스》의 특별 게스트로써였으며, 이를 시작으로 《작렬! 정신통일》, 《해피선데이》의 《준비됐어요》 등 다양한 예능 프로에 출연하면서 대중들과 친밀감을 높였다. 이중 《준비됐어요》는 《1박 2일》로 8월에 대체되었는데 은지원은 《1박 2일》 시즌 1 내내 출연하면서 '은초딩', '둘리' 등의 별명을 얻으며 팬들에게 많은 사랑을 받았다. 이후 시작한 시즌 2에 그는 참여하지 않았다.
2008년에는 《인기가요》 MC로 활약하였으며, 2009년에는 《스타의 친구를 소개합니다》, 《놀러와》, 《절친노트2》 등에 출연하면서 종횡무진하였고, 이수근의 앨범 제작에 도움을 주기도 하였다.

### 클로버 결성
2009년 12월에는 그의 다섯 번째 정규앨범이 발표되었으며, 타이틀곡 Siren은 힙합보다 일렉트로닉 댄스의 느낌이 강한 곡이었다. 이에 대해 은지원은 "춤을 추며 댄스곡으로 활동하는 것은 전직 아이돌 댄스 가수로서의 마지막 자존심"이라며 "더 늦으면 못할 것 같았다"고 말하였다.
2010년 들어서도 은지원의 활동은 멈추지 않아서 각종 예능 프로그램에 고정 또는 게스트로 나와 입담을 과시하였고, 3월과 7월 두 장의 디지털 싱글을 발표하였다. 그동안 은지원은 GYM 소속인 Mr. Tyfoon과 길미의 활동을 전폭적으로 지원해주었다. 그리고 2011년 3월, 이 둘과 함께 그룹 클로버를 결성, 앨범을 발표하였다. 이는 은지원이 10년 만에 결성하는 그룹이라고 하여 화제가 되었다. 이들의 첫 싱글이었던 La Vida Loca는 과거 은지원과 Mr. Tyfoon이 해왔던 라틴 스타일의 힙합곡이었으며, 음원 차트에서 1위를 하고 미국 케이팝 사이트에 소개되는 등 호평을 받았다. 클로버는 2012년 8월 싱글 《돼지국밥》으로 짧게 컴백하였으며, 2013년 11월 세 번째 싱글인 《주르륵》발매하여 음악활동을 이어오고 있다.

### 현재
오디션 프로그램 엠넷 《SHOW ME THE MONEY》 MC를 맡았으며, tvN 미니시리즈 《응답하라 1997》에 출연, 오랜만에 연기에 도전하기도 하였다. 대한민국 제18대 대통령 선거에는 직접 박근혜의 선거 운동에도 참여했다. 이는 사람들 사이에서 많은 논란이 되었으며, 은지원 본인은 가족끼리의 회의를 거쳐 내려진 결론이라고 말하였다.
2013년 은지원은 QTV에서 《20세기 미소년》의 프로그램 일환으로, "1세대 아이돌" 멤버들이 뭉친 그룹 핫젝갓알지의 멤버로도 활동하며, 프로젝트곡 '할 수 있어'를 통해 뮤직비디오 차트 1위를 차지하였다. 핫젝갓알지는 6월 《불후의 명곡 2》에 출연하여 좋은 평을 얻었다. 1세대 아이돌에 대한 시청자들의 지지는 《20세기 미소년》시즌 2와 《미소년 통신》의 방영으로 이어졌다.
2014년 OnStyle에서 《WISH》로 다시 모여서 방영을 했었다. 이외에도 은지원은 엠넷 《SHOW ME THE MONEY》 시즌 2와, 《불후의 명곡 2》, KBS2 《비타민》 MC로도 활약했으며, KBS 《우리동네 예체능》 수영편과, tvN 《신서유기》 시즌 1과 2, 3에 출연하였다.

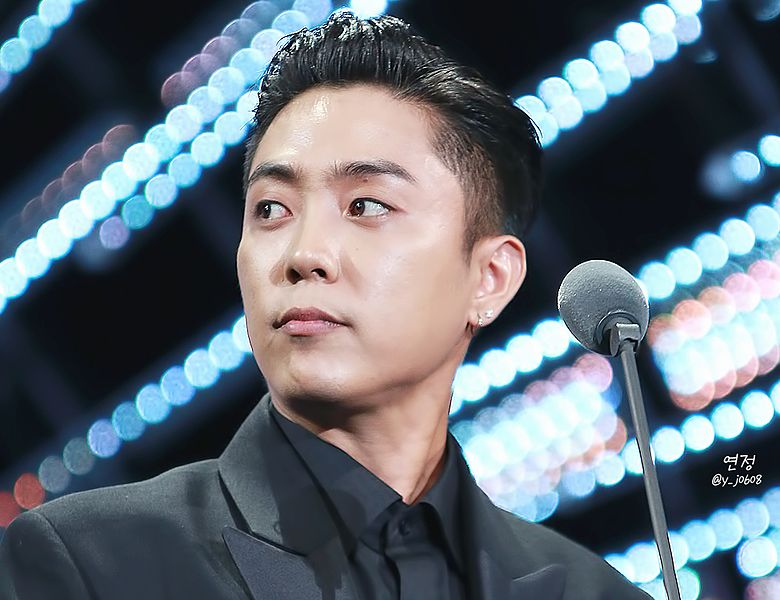
2016년 10월 9일 tvN10 어워즈에서 은지원

2016년 젝스키스 재결합 후 현재는 그룹 활동을 이어가고 있으며, 2017년 4월에는 데뷔 20주년을 기념하여 '아프지마요', '슬픈 노래'등 신곡을 발표하고 재결합 이후 음악방송에서 첫 1위를 하기도 했다.
2017년 6월부터 8월까지 tvN 《신서유기》시즌 4에 출연을 했다.
2017년 9월에는 18년만에 정규 앨범을 내고 콘서트등 다양한 활동들을 했다.

## 가족
박정희 전 대통령과는 친인척 관계로 박정희의 큰누나인 박귀희가 은지원의 친할머니이다. 이로 인해 정치권에 크게 연루되어 있으며 실제로도 대한민국 제18대 대통령 선거에서 당 고모의 선거유세를 도와주기도 했다.
- 증조부: 은성간(殷成幹, 1862년~?)
- 증조모(1865년~?)

- 조부: 은용표(殷龍杓, 1888년~1963년)

- 진외증조부: 박성빈(朴成彬)

- 조모: 박귀희(朴貴熙, 1902년~1974년)

- 고모: 은봉남(1917년~1995년) 및 2명
- 큰아버지: 은희은(?~1950년)
- 큰아버지: 은희준(?~1950년)
- 부친: 은희만(殷熙萬,1935년~2018년)

- 진외종조부: 박정희(朴正熙,1917년~1979년)
- 외조부: 김기순(1929년~)
- 외조모: 황해옥(1929년 전후~)

- 모친: 김금자(1954년~)
- 이모: 김금희(1954년~) 및 2명
- 외삼촌: 1명

## 음악 활동

### 음반

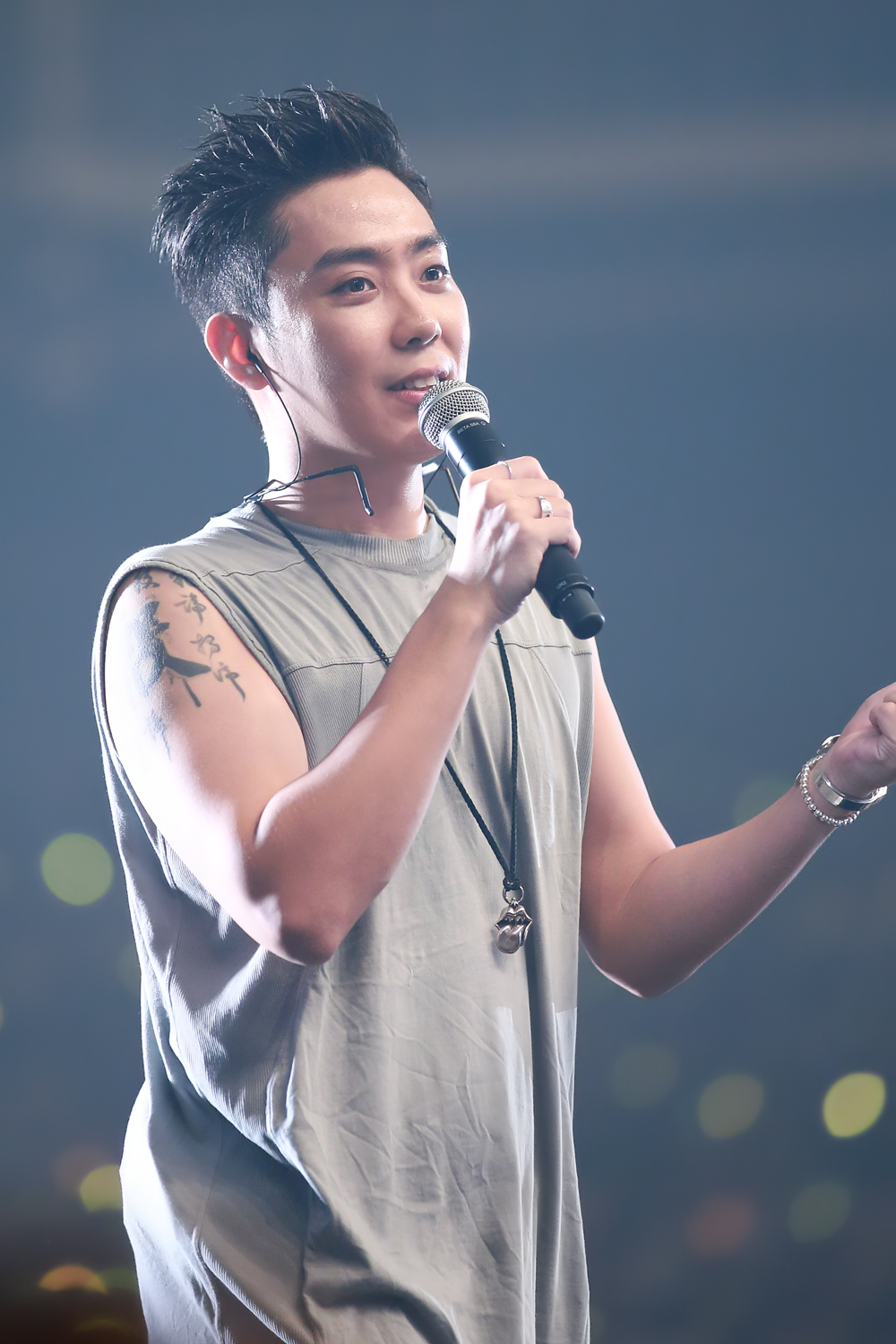
2016년 9월 10일 YELLOW NOTE CONCERT에서 공연중인 은지원

#### 젝스키스
- 1997년 5월 14일 1집 《학원별곡》
- 1997년 11월 1일 2집 《Welcome to the Sechskies Land》
- 1998년 7월 15일 3집 《Road Fighter》
- 1998년 10월 30일 3.5집 《Special Album》
- 1999년 3월 1일 《Sechskies Live Concert》
- 1999년 9월 9일 4집 《Com'Back》
- 2000년 5월 31일 고별앨범 《BLUE NOTE》
- 2016년 10월 7일 세 단어
- 2016년 12월 1일 RE앨범 《Re-Album》
- 2017년 4월 28일 20주년앨범 《THE 20TH ANNIVERSARY 》
- 2017년 9월 21일 5집 《ANOTHER LIGHT》
- 2020년 1월 28일 미니 1집 《ALL FOR YOU》
- 2021년 2월 5일 뒤돌아보지 말아요

#### 솔로
- 2000년 10월 10일 G EP
- 2001년 3월 3일 G Pop 1집
- 2002년 2월 26일 Money 2집
- 2003년 7월 4일 Eun Ji Won Best 베스트 앨범
- 2003년 9월 6일 《만취 In HipHop》 3집
- 2003년 12월 11일 G1-03 3집 리패키지
- 2005년 2월 23일 The 2nd Round 4집
- 2007년 10월 30일 《사랑死랑思랑》 싱글
- 2008년 11월 6일 G Code 싱글
- 2009년 12월 10일 Platonic 5집
- 2010년 3월 23일 《술김에...》 디지털 싱글
- 2010년 7월 13일 You're My V.I.P 디지털 싱글
- 2012년 12월 21일 《아무나》 디지털 싱글
- 2015년 6월 8일 《TRAUMA》 EP
- 2019년 6월 27일 《G1》 6집

#### 클로버
- 2011년 3월 31일 Classic Over 미니 앨범
- 2011년 9월 29일 《아는 오빠》 디지털 싱글
- 2012년 8월 14일 《돼지 국밥》 디지털 싱글
- 2013년 11월 18일 《주르륵》 디지털 싱글

#### 대표곡
Never, Ever, Murmur, Now (That We Found Love), Eun Ji Won Go! Go!, 《만취 in Melody》, 《올빼미 (All Famy)》, 《Love론》, Adios, Dangerous, Siren, 《술김에...》, You're My V.I.P., 트라우마, What U Are

## 가수 외 활동

### MC
- MBC 《끼리끼리》
- MBN 《자연스럽게》
- JTBC 《찰떡콤비》
- tvN 《고교급식왕》
- tvN 《3시4세끼》
- tvN 《3시세끼 - 아이슬란드 간 세끼》
- tvN 《신서유기8》
- tvN 《신서유기7》
- tvN 《신서유기6》
- tvN 《신서유기5》
- tvN 《신서유기4》
- tvN 《신서유기3》
- tvN 《신서유기2》
- tvN 《신서유기1》
- SBS funE 《스쿨 어택 2018》
- 채널A 《천만 홀릭, 커밍쑨》
- tvN 《강식당》
- 트렌디 《여행을 계획하는 자 : 플랜맨》
- MBC 《능력자들》
- KBS2 《인간의 조건》
- JTBC 《동갑내기》
- 온스타일 《위시》
- KBS2 《밀리언셀러》
- KBS2 《불후의 명곡 전설을 노래하다》
- KBS2 《비타민》
- tvN 《더 지니어스: 룰 브레이커》
- QTV 《미소년통신》
- QTV 《20세기 미소년》
- tvN 《세 얼간이》
- Mnet 《Show Me The Money Si즌 2》
- Mnet 《Show Me The Money Si즌 1》
- KBS2 《해피선데이》 - <1박 2일> Si즌1
- SBS 《인기가요》
- SBS 《있다! 없다?》
- SBS 《스타의 친9를 소개합니다 Si즌 2》
- SBS 《절친노트2》
- KBS2 《위기탈출 넘버원》
- KBS Joy 《대격돌! 아이돌 리그》
- MBC 에브리원 《반지의 제왕》
- MBC 에브리원 《5밤아》
- MBC 에브리원 《스쿨 문자지존》
- MBC 《나는 당신의 대리천4》
- MBC 《시간을 달리는 TV》
- MBC 《주얼리 하우스》
- SBS 《고구마》
- KBS1 《청년 대한민국 잘 부탁합니다》 출연, 내레이션
- KBS2 《연예인 복불복 마라톤 대회》
- tvN 《공조7》
- SBS 《이상한 나라의 지옥법정》
- KBS2 《살림하는 남자들 시즌2》
- KBS2 《동물은 훌륭하다》

### 고정 패널
- MBC 《뜻밖의 Q》
- XTM 《타임아웃》
- tvN 《오늘부터 출근》
- JTBC 《마리와 나》
- JTBC 《학교 다녀오겠습니다》
- JTBC 《천하장사》
- KBS 《쇼! 행운열차》
- KBS2 《해피선데이》-<준비됐어요>
- KBS2 《해피선데이》-<1박 2일>
- KBS2 《스타 골든벨 1학년 1반》
- KBS2 《우리동네 예체능》
- KBS 《네 멋대로 해라》
- SBS 《맨발의 친구들》
- SBS 《작렬! 정신통일》
- SBS 《정글의 법칙 in 얍》
- MBC 《일요일 일요일 밤에》
- MBC 《강호동의 천생연분》
- MBC 《놀러와》
- MBC 《나의 머니 파트너 : 옆집의 CEO들》
- SBS 《꽃놀이패》
- MBN 《자연스럽게》 (2019년)
- tvN 《신서유기》
- tvN 《금요일 금요일밤에》 (2020년)
- tvN 《벌거벗은 세계사》
- 넷플리스 《신세계로부터》 (2021년)
- tvN 《올 탁구나!》 (2022년)
- SBS 《집사부일체》(2022년)
- SBS 《편먹고 공치리5 승부사들》(2023년)
- MBN •ENA《돌싱글즈 시즌4》(2023년)

### 게스트
- KBS2 《TV는 4랑을 싣고》
- SBS 《보야르 원정대》
- SBS 《X맨》
- MBC 《전파견문록》
- KBS1 《가족5락관》
- KBS1 《서세원쇼》
- MBC 《만원의 행복》
- KBS2 《해피투게더》
- SBS 《김정은의 초콜릿》
- KBS2 《상상더하기》
- MBC 에브리원 《김호진의 쿡앤톡》
- 온스타일 《마이 스타일 로드》
- KBS2 《대국민 토크쇼 안녕하세요》
- SBS 《스타킹》
- KBS2 《유희열의 스케치북》
- KBS1 《전국 노래자랑》 1박 2일 멤버랑 참가자로 출연
- KBS Joy 《소녀시대의 헬로 베이비》
- KBS2 《김승우의 승승장9》
- KBS2 《해피투게더 Si즌3》
- KBS2 《신동엽, 신봉선의 샴페iN》
- MBC 《라디오스타》
- MBC 《별바라기》
- MBC 《뮤직 다이어리 친구가 되었어》
- KBS2 《1 대 100》
- KBS2 《자유선언 토요일 - Si크릿》
- MBC 《세바퀴》
- SBS 《런닝맨》
- SBS 《밤이면 밤마다》
- SBS 《땡큐》
- SBS 《퀴즈! 6감대결》
- KBS2 《로드쇼 퀴즈원정대》
- JTBC 《이수근 김병만의 상류4회》
- KBS2 《위기탈출 넘버원》
- tvN 《SNL코리아》Si즌3
- tvN 《현장토크쇼 TAXi》
- SBS 《화신》
- SBS 《매직아이》
- KBS2 《왕좌의 게임》
- MBC 《무한도전》
- JTBC 《비정상회담》
- JTBC 《아는 형님》
- MBC every1 《주간 아이돌》
- JTBC 《한끼줍쇼》
- tvN 《iN생술집》
- MBC 《마이 리틀 텔레비전》
- MBC 《5빠생각》
- JTBC 《아는 형님》
- KBS2 《해피투게더 Si즌4》
- KBS2 《옥탑방의 문제아들》 (With. 장수원)
- MBC 《전지적 참견 Si점》 (With. 장수원)
- SBS 《미운 우리 새끼》
- SBS 《집4부1체》(With. 김영철)
- SBS 《신발 벗고 돌싱포맨》
- SBS 《도망쳐 : 손절 대행 서비스》
- tvN 《놀라운 토요일》
- 유튜브 《나영석의 나불나불》

### 영화
- 1998년 《세븐틴》 - 준태 역
- 2004년 《여고생 시집가기》 - 박온달 역
- 2008년 《링스 어드벤처》 (Missing Lynx) - 링스 역 (더빙 목소리)
- 2018년 《에이틴》 - 은지원 역

### 드라마
- 1995년 ~ 2000년 SBS 《LA아리랑》 - 카메오
- 2007년 ~ 2008년 MBC 《뉴하트》 - 신입 레지던트 역 (카메오)
- 2012년 tvN 《응답하라 1997》 - 도학찬 역
- 2013년 tvN 《응답하라 1994》 - 성나정에게 과외받는 학생 역 (특별출연)
- 2016년 JTBC 《이번주, 아내가 바람을 핍니다》 - 카메오

### 시트콤
- 1998년 SBS 일일시트콤 《LA아리랑》 - 은지원 역 (특별출연)
- 2001년 MBC 청춘시트콤 《뉴논스톱》 - 보스 역 (특별출연)
- 2002년 MBC 청춘시트콤 《논스톱 3》 - 은지원 역 (특별출연)
- 2003년 MBC 청춘시트콤 《논스톱 4》 - 은지원 역(특별출연)

### 라디오 진행
- MBC FM4U 《젝키의 FM플러스》
- MBC FM4U 《친한친구》

### 기타
- 《네모바지 스펀지밥》 오프닝 주제가
- KBS2 금요기획(다큐) 《게임은 끝나지 않았다》 나레이션

### 홍보대사 활동
- 2003년 《고속철도 홍보대사》
- 2010년 《전북 현대 모터스 홍보대사》
- 2011년 《리브컴어워즈 홍보대사》

## CF
- 2008년 서울시 공익광고
- 2008년 BHC치킨
- 2008년 구김스
- 2008년 네파
- 2008년 대교 눈높이
- 2008년 스포팅21 뉴에라
- 2009년 홈플러스
- 2011년 ~ 2015년 KRT
- 2012년 월드 오브 워크래프트
- 2016년 GS25 나만의냉장고
- 2017년 디아지오코리아 기네스
- 2019년 DHGAMES 아이들히어로즈
- 2019년 삼립호빵

## 수상 및 후보
| 연도 | 시상식                  | 부문                        | 작품                        | 결과 |
| ---- | ----------------------- | --------------------------- | --------------------------- | ---- |
| 2003 | 코리안 뮤직 어워드      | 힙합부문 인기상             | 만취 in HIPHOP              | 수상 |
| 2003 | SBS 가요대전            | 힙합부문상                  | 만취 in HIPHOP              | 수상 |
| 2008 | 20's Choice             | Hot 캐릭터상                | 은초딩                      | 후보 |
| 2008 | 엠넷 아시안 뮤직 어워즈 | 베스트 힙합 & 어반 뮤직     | Adios                       | 후보 |
| 2010 | KBS 연예대상            | 최고 엔터테이너상           | 1박 2일                     | 수상 |
| 2011 | KBS 연예대상            | 대상 (with 1박 2일)         | 1박 2일                     | 수상 |
| 2014 | KBS 연예대상            | 쇼/오락부문 남자 우수상     | 불후의 명곡 전설을 노래하다 | 후보 |
| 2016 | tvN10 어워즈            | 베스트 케미상 (with 안재현) | 신서유기                    | 후보 |
| 2024 | KBS 연예대상            | 베스트 커플상 (with 백지영) | 살림하는 남자들             | 수상 |